# Středolabská niva
Středolabská niva je geomorfologický okrsek ve střední a jihovýchodní části Nymburské kotliny, ležící v okresech Nymburk a Kolín.

## Poloha a sídla

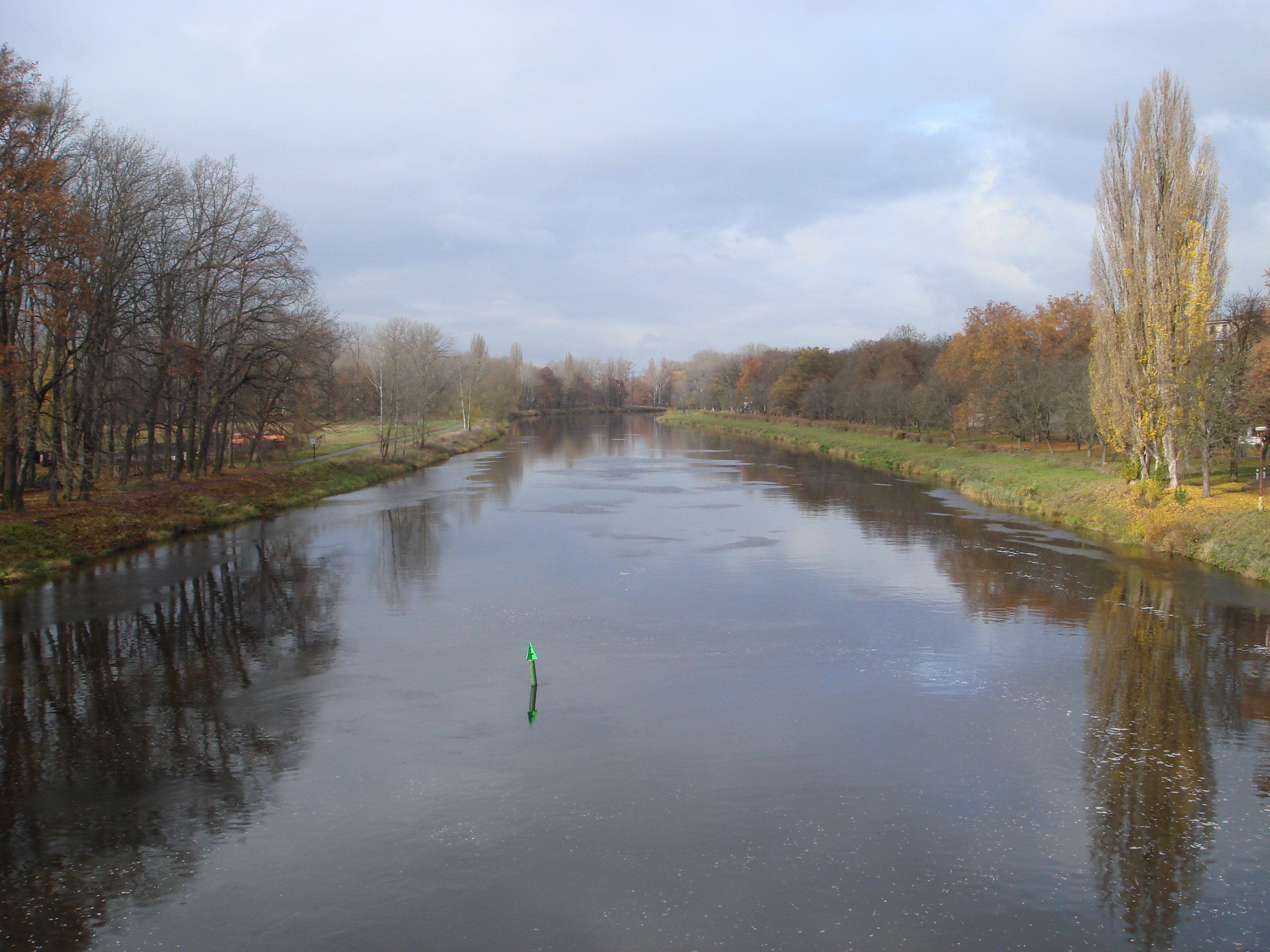
Labe v Poděbradech

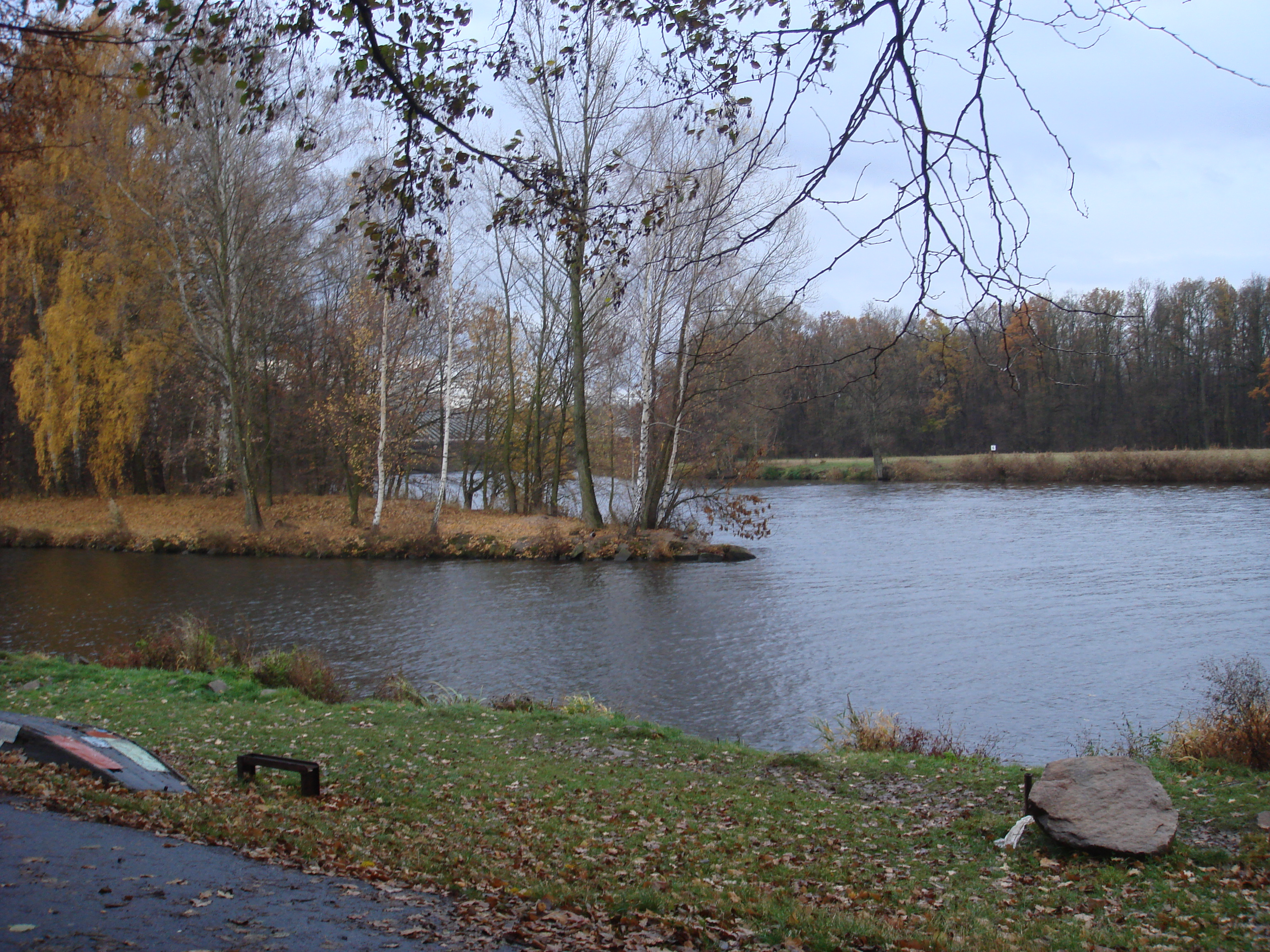
Soutok Labe s Cidlinou

Území okrsku protíná Nymburskou kotlinu úzkým pásem podél řeky Labe, zhruba od Lysé nad Labem na západě, přes Nymburk, kde se stáčí na jihovýchod, dále přes Poděbrady, až ke Kolínu.

## Geomorfologické členění
Okrsek Labsko-klejnárská niva (dle značení Jaromíra Demka VIB–3A–5) náleží do celku Středolabská tabule a podcelku Nymburská kotlina.
Podrobnější členění Balatky a Kalvody, které člení až na úroveň podokrsků a částí, okrsek Středolabská niva nezná. Uvádí pouze 3 jiné okrsky Nymburské kotliny (Sadská rovina, Milovická tabule a Ovčárská pahorkatina).
Niva sousedí s dalšími okrsky Středolabské tabule: Staroboleslavská rovina a Labsko-vltavská niva na západě, Milovická tabule na severu, Poděbradská rovina na východě, Sadská rovina na jihu a Kolínská tabule na jihovýchodě.